# Strumigenys deinomastax
Strumigenys deinomastax (лат.) — вид мелких муравьёв из трибы Attini (ранее в Dacetini, подсемейство Myrmicinae).

## Распространение
Южная Америка: Бразилия.

## Описание
Длина коричневатого тела менее 2 мм (от 2,0 до 2,2 мм), длина головы от 0,60 до 0,67 мм. Отличается полным отсутствием волосков на переднеспинке и гладкой и блестящей скульптурой тела. Усики 6-члениковые. Скапус усика очень короткий, дорзо-вентрально сплющенный. Мандибулы короткие субтреугольные с 5—7 мелкими зубцами. Стебелёк между грудкой и брюшком состоит из двух члеников: петиолюса и постпетиолюса (последний четко отделен от брюшка), жало развито, куколки голые (без кокона). Хищный вид, охотится на мелкие виды почвенных членистоногих.
Вид был впервые описан в 2000 году британским мирмекологом Барри Болтоном под первоначальным названием Pyramica deinomastax Bolton, 2000.
Вид включён в состав видовой группы Strumigenys appretiata вместе с несколькими американскими видами (Strumigenys appretiata, S. glenognatha, S. hadrodens, S. halosis, S. raptans, S. siagodens, S. teratrix, S. wheeleriana, S. xenochelyna).